# 28631 Jacktakahashi
28631 Jacktakahashi este un asteroid din centura principală de asteroizi.

## Descriere
28631 Jacktakahashi este un asteroid din centura principală de asteroizi. A fost descoperit pe 29 martie 2000 la Socorro, New Mexico, în cadrul proiectului LINEAR. Asteroidul prezintă o orbită caracterizată de o semiaxă mare de 3,09 ua, o excentricitate de 0,13 și o înclinație de 2,4° în raport cu ecliptica.